# IC 2407
IC 2407 је спирална галаксија у сазвјежђу Рак која се налази на листи објеката дубоког неба у Индекс каталогу.
Деклинација објекта је + 17° 36' 42" а ректасцензија 8h 48m 9,1s. Привидна величина (магнитуда) објекта IC 2407 износи 14,4 а фотографска магнитуда 15,2. IC 2407 је још познат и под ознакама UGC 4607, MCG 3-23-6, CGCG 90-12, PGC 24726.